# آرکادیا (آلبوم)
آرکادیا (به انگلیسی: Arcadia) نخستین آلبوم از خواننده-ترانه‌پرداز و تهیه‌کنندهٔ آمریکایی کارولین پولاچک می‌باشد که تحت نام رامونا لیزا منتشر گردیده‌است. این آلبوم در ۱۵ آوریل سال ۲۰۱۴ از سوی تریبل رکوردز در آمریکای شمالی، و در در اروپا و ژاپن توسط ناشر بلا یونیون، پانونیکا و در استرالیا و نیوزیلند از سوی میسلتون منتشر گردید. از این آلبوم با تک‌آهنگ‌های «آرکادیا»، «به عقب و به‌سمت بالا» و «دامینیک» تبلیغ شد.